# AEW Collision
AEW Collision, también conocido como Saturday Collision o simplemente Collision, es un programa de televisión de lucha libre profesional estadounidense producido por la empresa de lucha libre profesional All Elite Wrestling (AEW). Se transmite en vivo todos los sábados a las 8 p. m. hora de la costa este de los Estados Unidos en TNT, con algunas excepciones. El programa se estrenó el 17 de junio de 2023 y se posiciona como su segundo programa principal detrás de AEW Dynamite, y el tercer programa semanal general con  AEW Rampage, que se convirtió en el programa de desarrollo de la compañía, reemplazando los antiguos programas de YouTube de AEW, Dark y Elevation, que fueron cancelados debido a la incorporación de Collision a la programación semanal de AEW.
El programa es el segundo programa semanal de lucha libre profesional de AEW que se transmite actualmente en TNT después de Rampage (2021-presente) y el tercero en general en TNT después de Rampage y Dynamite, que se emitió en TNT de 2019 a 2021 antes de pasar a TBS. Posteriormente, esto lo convierte en el cuarto programa de lucha libre en general que se transmite en TNT, después de Dynamite, Rampage y Monday Nitro (1995-2001) de la extinta World Championship Wrestling (WCW), así como el primer programa de sábado por la noche de la compañía de cable, propiedad de Ted Turner desde el episodio final de WCW Saturday Night el 19 de agosto de 2000.

## Historia
El 15 de febrero de 2023, la empresa estadounidense de lucha libre profesional All Elite Wrestling (AEW) presentó una solicitud para registrar el nombre "Collision", insinuando una posible nueva serie de televisión en el ring además de sus programas actuales, AEW Dynamite en TBS y AEW Rampage en TNT. El 28 de abril se presentó otra marca registrada para el nombre, lo que llevó a la creencia de que este sería el nombre de un próximo programa de televisión de los sábados.
El 17 de mayo de 2023, AEW y su socio de transmisión Warner Bros. Discovery anunciaron un tercer programa de televisión semanal titulado AEW Collision que se transmitirá en vivo por TNT como un programa de dos horas los sábados a partir del 17 de junio de 2023 a las 8:00 p.m. Hora de la Costa Este de los Estados Unidos. Este es el segundo programa semanal de lucha libre profesional de AEW que se transmite actualmente en TNT después de AEW Rampage y el cuarto programa de lucha libre en general que se transmite en TNT después de Rampage, AEW Dynamite (que se emitió en TNT desde octubre de 2019 hasta diciembre del 2021) y la extinta compañía World Championship Wrestling (WCW) Monday Nitro (que se emitió en TNT desde septiembre de 1995 hasta marzo de 2001) y el primer programa de lucha libre en el horario del sábado por la noche que se emitió en una red de cablevisión, propiedad de Turner desde el final de WCW Saturday Night el 19 de agosto de 2000. También fue reveló que la promoción hermana de AEW, Ring of Honor (ROH), movería sus grabaciones para ROH Honor Club TV para no coincidir con Collision, y el programa de ROH se grabaría después de la transmisión en vivo de Collision.
En preparación para el debut de Collision, los programas de YouTube de AEW, AEW Dark y AEW Dark: Elevation, fueron cancelados. Esto se debió a un acuerdo modificado con WBD, en el que todos los programas de AEW se transmitirían exclusivamente en sus canales. También se informó que Rampage comenzaría a mostrar luchadores más jóvenes de AEW y luchadores independientes sin contrato, convirtiéndose esencialmente en lo que Dark y Elevation eran para la compañía.
Antes del anuncio oficial de Collision, se especuló que el episodio inaugural se llevaría a cabo en el United Center en Chicago, Illinois. También se especuló que contaría con el regreso de CM Punk, ya que el United Center es donde Punk hizo su debut en AEW para el segundo episodio de Rampage en agosto de 2021. Desde septiembre de 2022, Punk había estado inactivo debido a una lesión y también una suspensión como resultado del altercado legítimo detrás del escenario que ocurrió durante la rueda de conferencia con los medios de comunicación posterior al evento de All Out. Sin embargo, tras el anuncio de Collision, se informó que todavía había problemas con respecto al regreso de Punk a la compañía, y WBD negó su participación en el programa, pero el 24 de mayo de 2023 se informó que los problemas se habían resuelto. El presidente de AEW, Tony Khan, confirmó que el primer episodio se llevaría a cabo en el United Center y presentaría el regreso de Punk a la compañía.
Al hablar con los medios el 25 de mayo en la promoción del pago por evento (PPV) Double or Nothing de AEW ese fin de semana, Khan aclaró que Collision no era parte de un acuerdo nuevo o extendido con WBD, y en cambio, se agregó a su contrato actual. También confirmó que WBD se acercó a ellos con la oportunidad de otro programa, y que fue idea del director ejecutivo de WBD, David Zaslav, que hubiera más contenido de AEW en TNT. También se especuló que con la incorporación de Collision, AEW haría algún tipo de división de la lista, similar a la extensión de marca de la WWE, en la que parte de la lista solo actuaría en Dynamite mientras que la otra parte estaría en Collision. En una aparición en el podcast Barstool Rasslin, el 13 de junio, Khan dijo que no habría una división difícil en la que los luchadores aparecerían exclusivamente en un solo programa. En cambio, dijo que algunos luchadores aparecerían en ciertos programas, pero podría haber oportunidades para que las historias se crucen entre ellos. También confirmó que los poseedores del título serían los campeones de todos los programas de AEW.
El 16 de junio, un día antes del debut de Collision, Khan confirmó que el equipo de comentaristas del programa estaría formado por Kevin Kelly, Nigel McGuinness y Jim Ross.
A partir del episodio del 5 de agosto de 2023, Collision se transmite contra los PPV mensuales de WWE, que generalmente se llevan a cabo los sábados a las 8:00 p.m. tiempo del este de los Estados Unidos, comenzando con SummerSlam. Además, debido a que Full Gear de pago por evento de AEW se llevará a cabo el 18 de noviembre de 2023, el episodio de Collision de ese fin de semana se llevará a cabo la noche anterior, el 17 de noviembre a las 8:00 p.m., poniéndolo cara a cara contra el programa insignia de la noche del viernes de WWE, SmackDown.

## Episodios especiales del programa
| Episodio                    | Fecha                | Sede            | Localización        | Rating (18–49) | Espectadores en los Estados Unidos (en millones) | Notas |
| --------------------------- | -------------------- | --------------- | ------------------- | -------------- | ------------------------------------------------ | --- |
| Episodio Debut              | 17 de junio de 2023  | United Center   | Chicago, Illinois   | 0.33           | 0.816                                            | Debut de programa que marcó el regreso de CM Punk a la empresa desde el altercado del 4 de septiembre de 2022, en All Out. - Wardlow (c) vs. Luchasaurus (con Christian Cage) por el Campeonato TNT de AEW - Andrade El Ídolo vs. Buddy Matthews (con Julia Hart) - Miro vs. Tony Nese (con Mark Sterling) - The Outcasts (Ruby Soho y Toni Storm) vs. Skye Blue y Willow Nightingale - Bullet Club Gold (Jay White, Juice Robinson) y Samoa Joe vs. CM Punk y FTR (Cash Wheeler y Dax Harwood) |
| Fight for the Fallen (2023) | 19 de agosto de 2023 | Rupp Arena      | Lexington, Kentucky | 0.17           | 0.412                                            | Parte 3 del evento anual de AEW Fight for the Fallen. - Jay White vs. Dalton Castle - Bullet Club Gold (Austin Gunn, Colten Gunn y Juice Robinson) vs. Iron Savages (Jacked Jameson, Bronson y Boulder) - Big Bill vs. Derek Neal - Willow Nightingale vs. Diamanté - Powerhouse Hobbs vs. Kevin Ku - Darby Allin vs. Christian Cage |
| Fyter Fest (2023)           | 26 de agosto de 2023 | Gas South Arena | Duluth, Georgia     | 0.16           | 0.552                                            | Parte 3 del quinto evento anual de AEW Fyter Fest. - Orange Cassidy, Penta El Zero Miedo y Eddie Kingston vs. Kip Sabian, The Blade y The Butcher - The Dark Order (Alex Reynolds y John Silver) vs. Action Andretti and Darius Martin - Big Bill vs. Vary Morales - Willow Nightingale vs. Robyn Renegade - Keith Lee vs. Zicky Dice - Darby Allin, Sting, Hook y CM Punk vs. Mogul Embassy (Brian Cage y Swerve Strickland), Jay White y Luchasaurus en el All In All Star match              |

## Roster
Los luchadores que aparecen en AEW Collision participan en peleas e historias escritas. Los luchadores son retratados como héroes, villanos o personajes menos distinguibles en eventos con guion que generan tensión y culminan en un combate de lucha libre.

### Comentaristas
| Comentarista                                              | Fecha                                                           |
| --------------------------------------------------------- | --------------------------------------------------------------- |
| Kevin Kelly, Nigel McGuinness, y Jim Ross                 | 17 de junio de 2023                                             |
| Kevin Kelly y Nigel McGuinness                            | 24 de junio de 2023 – presente                                  |
| Ian Riccaboni y Nigel McGuinness                          | 15 de julio de 2023 – 12 de agosto de 2023 7 de octubre de 2023 |
| Ian Riccaboni, Nigel McGuinness, y Jim Ross               | 5 de agosto de 2023 – 12 de agosto de 2023 7 de octubre de 2023 |
| Kevin Kelly y Caprice Coleman                             | 26 de agosto de 2023                                            |
| Kevin Kelly, Caprice Coleman y Jim Ross                   | 26 de agosto de 2023                                            |
| Tony Schiavone, Kevin Kelly, Nigel McGuinness, y Jim Ross | 14 de octubre de 2023 – presente                                |

### Anunciadores
| Anunciadores   | Fecha                          |
| -------------- | ------------------------------ |
| Dasha Gonzalez | 17 de junio de 2023 – presente |
| Bobby Cruise   | 16 de septiembre de 2023       |